# Лохматиков, Филипп Прокофьевич
Филипп Прокофьевич Лохматиков (1923—1981) — генерал-майор Советской Армии (21.04.1979). Участник Великой Отечественной войны — гвардии лейтенант, командир взвода 332-го танкового батальона 52-й гвардейской танковой бригады. Герой Советского Союза (1944).

## Биография
Родился 10 октября 1923 года в деревне Карцево. Окончил среднюю школу № 61 на станции Графская в 1941 году. В 1941 году был призван на службу в Рабоче-крестьянскую Красную Армию. В 1943 году он окончил Харьковское танковое училище. С июля того же года — на фронтах Великой Отечественной войны, командовал взводом 332-го танкового батальона 52-й гвардейской танковой бригады 6-го гвардейского танкового корпуса 3-й гвардейской танковой армии 1-го Украинского фронта. Отличился во время освобождения Киевской области Украинской ССР.
В начале ноября 1943 года экипаж Филиппа Лохматикова, в который также входили механик-водитель Матвей Стрижков и радист-пулемётчик Виктор Вересков, в бою в районе Киева уничтожили два немецких танка и разгромили вражескую колонну, уничтожив 10 артиллерийских орудий, несколько десятков повозок, более 100 вражеских солдат и офицеров. Во время дальнейшего наступления в районе Фастова экипаж разгромил две немецких заставы и ещё одну колонну. В ходе дальнейшего продвижения получил ранение, и командование был вынужден на себя взять Виктор Вересков. Вместе со Стрижковым он уничтожил 3 танка, 1 самоходную артиллерийскую установку, 2 миномёта, 8 автомашин, 4 артиллерийских орудия, около роты вражеской пехоты.
Указом Президиума Верховного Совета СССР «О присвоении звания Героя Советского Союза генералам, офицерскому, сержантскому и рядовому составу Красной Армии» от 10 января 1944 года за «образцовое выполнение боевых заданий командования на фронте борьбы с немецко-фашистскими захватчиками и проявленные при этом отвагу и геройство» был удостоен высокого звания Героя Советского Союза с вручением ордена Ленина и медали «Золотая Звезда» за номером 2120.
После окончания войны продолжил службу в Советской Армии. В 1952 году окончил Военную академию бронетанковых и механизированных войск, после остался в ней преподавать, был заместителем начальника кафедры. Проживал в Москве.
Умер 22 января 1981 года, похоронен на Кузьминском кладбище Москвы.
Был также награждён орденами Отечественной войны 1-й и 2-й степени, двумя орденами Красной Звезды, орденом «За службу Родине в Вооружённых Силах СССР» 3-й степени, рядом медалей.
Память
- В его честь названа улица в Воронеже в 1981 году[4]. На этой улице в его честь установлена мемориальная доска (2010).
- Портрет Филиппа Лохматикова размещён на информационном щите «Герои Клепиковской земли» в посёлке Тума.